# Міхаїл-Когелнічану (комуна, Констанца)
Міхаїл-Когелнічану (рум. Mihail Kogălniceanu) — комуна у повіті Констанца в Румунії. До складу комуни входять такі села (дані про населення за 2002 рік):
- Міхаїл-Когелнічану (8386 осіб)
- П'ятра (1347 осіб)
- Палазу-Мік (339 осіб)

Комуна розташована на відстані 188 км на схід від Бухареста, 25 км на північний захід від Констанци, 122 км на південь від Галаца.

## Населення
За даними перепису населення 2002 року у комуні проживали 10 072 особи.
Національний склад населення комуни:
| Національність   | Кількість осіб | Відсоток |
| ---------------- | -------------- | -------- |
| румуни           | 9314           | 92,5%    |
| татари           | 335            | 3,3%     |
| цигани           | 269            | 2,7%     |
| турки            | 106            | 1,1%     |
| німці            | 30             | 0,3%     |
| угорці           | 5              | < 0,1%   |
| українці         | 3              | < 0,1%   |
| росіяни-липовани | 3              | < 0,1%   |
| чехи             | 3              | < 0,1%   |
| греки            | 1              | < 0,1%   |
| італійці         | 1              | < 0,1%   |
| чанго            | 1              | < 0,1%   |

Рідною мовою назвали:
| Мова       | Кількість осіб | Відсоток |
| ---------- | -------------- | -------- |
| румунська  | 9511           | 94,4%    |
| татарська  | 271            | 2,7%     |
| циганська  | 181            | 1,8%     |
| турецька   | 84             | 0,8%     |
| німецька   | 13             | 0,1%     |
| угорська   | 9              | 0,1%     |
| українська | 1              | < 0,1%   |
| російська  | 1              | < 0,1%   |
| грецька    | 1              | < 0,1%   |

Склад населення комуни за віросповіданням:
| Релігія        | Кількість осіб | Відсоток |
| -------------- | -------------- | -------- |
| православні    | 9210           | 91,4%    |
| мусульмани     | 509            | 5,1%     |
| римо-католики  | 302            | 3,0%     |
| греко-католики | 20             | 0,2%     |
| адвентисти     | 17             | 0,2%     |
| п'ятдесятники  | 5              | < 0,1%   |
| баптисти       | 3              | < 0,1%   |
| атеїсти        | 2              | < 0,1%   |
| реформати      | 1              | < 0,1%   |
| не релігійні   | 1              | < 0,1%   |

## Зовнішні посилання
- Дані про комуну Міхаїл-Когелнічану на сайті Ghidul Primăriilor [Архівовано 10 травня 2012 у Wayback Machine.]